# Artur Crăciun
Artur Crăciun (Moldova, 1998. június 29. –) előző nevén Artur Focșa egy moldovai labdarúgó, a Puszcza Niepołomice játékosa és a Moldáv labdarúgó-válogatott hátvédje.

## Pályafutása
Crăciun az Zimbru tagjaként kezdte meg profi pályafutását, Moldáv labdarúgó-bajnokságban 2016 május 20-án az Academia Chișinău ellen, ahol a 92. percben cserélték be.
2019. július 23-án szerződést kötött a román  másodosztályban játszó Universitatea Cluj csapatával.
2022 júniusában az izraeli Kfar Szaba csapatához szerződött.
2023. július 10-én egyéves szerződést írt alá a lengyel Puszcza Niepołomice csapatával, hosszabbítási opcióval.

## A válogatottban
A Moldáv labdarúgó-válogatottban 2019. november 14-én Franciaország ellen mutatkozott be. Benn volt a kezdő csapatban, és a teljes meccset végig játszotta.

### Mérkőzései a moldáv válogatottban
| #   | Dátum                | Ellenfél        | Eredmény                | Kiírás              | Esemény  |
| --- | -------------------- | --------------- | ----------------------- | ------------------- | -------- |
| 1.  | 2019. november 14.   | Franciaország   | 1 – 2                   | Eb-selejtező        | 38'      |
| 2.  | 2019. november 17.   | Izland          | 1 – 2                   | Eb-selejtező        | 34'      |
| 3.  | 2020. október 7.     | Olaszország     | 0 – 6                   | barátságos mérkőzés | 46'      |
| 4.  | 2020. október 14.    | Szlovénia       | 0 – 4                   | Nemzetek Ligája     | 46'      |
| 5.  | 2022. január 18.     | Uganda          | 2 – 3                   | barátságos mérkőzés |          |
| 6.  | 2022. január 21.     | Dél-Korea       | 0 – 4                   | barátságos mérkőzés | 72'      |
| 7.  | 2022. március 29.    | Kazahsztán      | 5 – 4 (tizenegyesekkel) | Nemzetek Ligája     | 64'      |
| 8.  | 2022. június 3.      | Liechtenstein   | 2 – 0                   | Nemzetek Ligája     | 57'      |
| 9.  | 2022. június 10.     | Lettország      | 2 – 4                   | Nemzetek Ligája     | 65'      |
| 10. | 2022. június 14.     | Andorra         | 2 – 1                   | Nemzetek Ligája     |          |
| 11. | 2022. szeptember 22. | Lettország      | 2 – 1                   | Nemzetek Ligája     |          |
| 12. | 2022. szeptember 25. | Liechtenstein   | 2 – 0                   | Nemzetek Ligája     |          |
| 13. | 2023. március 24.    | Feröer-szigetek | 1 – 1                   | Eb-selejtező        | 45+1'    |
| 14. | 2023. március 27.    | Csehország      | 0 – 0                   | Eb-selejtező        |          |
| 15. | 2023. június 17.     | Albánia         | 0 – 2                   | Eb-selejtező        |          |
| 16. | 2023. június 20.     | Lengyelország   | 3 – 2                   | Eb-selejtező        |          |
| 17. | 2023. szeptember 7.  | Ausztria        | 1 – 1                   | barátságos mérkőzés |          |
| 18. | 2023. szeptember 10. | Feröer-szigetek | 1 – 0                   | Eb-selejtező        |          |
| 19. | 2023. október 12.    | Svédország      | 1 – 3                   | barátságos mérkőzés | 67′, 87′ |
| 20. | 2023. október 15.    | Lengyelország   | 1 – 1                   | Eb-selejtező        |          |
| 21. | 2023. november 17.   | Albánia         | 1 – 1                   | Eb-selejtező        |          |
| 22. | 2023. november 20.   | Csehország      | 0 – 3                   | Eb-selejtező        |          |

## Sikerei, díjai
- Milsami Orhei
  - Moldovai labdarúgó-szuperkupa győztes: 2019